# Teodosiewi karauli
Teodosiewi karauli (bułg. Теодосиеви караули) – szczyt pasma górskiego Riła, w Bułgarii, o wysokości 2667 m n.p.m.